# Road to Exile
 (janvier 2019).
Road to Exile est une production de l'artiste camerounais Barthélémy Toguo, réalisée en 2008. Elle met en scène une barque de bois chargée de ballots de tissus colorés et d'objets suspendus (bouilloires…), reposant sur des bouteilles en verre. Elle mesure 220 × 260 × 135 cm. Cette œuvre est exposée au Musée de l'histoire de l'immigration, à Paris.

## Les techniques de l'auteur
Dans son œuvre, Barthélémy Toguo utilise des objets dits « pauvres », du quotidien, comme les ballots, ainsi que des matériaux de récupération comme les bouteilles en verre au sol. La barque semble plus esthétique que réaliste. Chaque objet de l'installation bien que nous remarquons ce qu'il est, n'a pas pour but de recréer exactement la réalité.

## Contexte
Cette œuvre date de 2008. Barthélémy Toguo explique que cette œuvre lui a été inspirée par le mouvement des jeunes d'Afrique qui cherchent souvent à quitter leur continent pour partir à la recherche de quelque chose de meilleur. Cette œuvre montre aussi la précarité et la fragilité des embarcations qui transportent les migrants, et donc la dangerosité de leur voyage. Ce fait a inspiré à l'artiste une installation, mais il est aussi peintre et sculpteur.

## Analyse
Road to Exile explore la route de l’exil, sonde le chemin vers une île, peut-être « paradisiaque » qui signe, quoi qu’il en soit, le prélude d’une autre vie. L’artiste nous plonge dans l’épreuve du voyage. Il saisit le périple de ces migrants qui tentent la traversée en haute mer, au risque de leur vie, pour rejoindre des rives meilleures. La barque, écrasée sous la pression d’énormes baluchons multicolores renfermant des effets de fortune, vogue sur une mer fracassante de bouteilles en verre, à l’équilibre précaire. Tels les rouleaux, la houle et les lames, les bouteilles au sol rappellent les dangers du voyage alors que la pièce, dans sa démesure, pointe l’extrême fragilité de la situation et de cette embarcation qui peut, à tout instant, chavirer.

## Sources
- Site du musée national de l'histoire de l'immigration
- Site de Barthélémy Toguo
- Isabelle Renard, « Barthélémy Toguo », Hommes & migrations